# NIC-72
La NIC-71  es una importante carretera nacional clasificada como troncal principal en Nicaragua. Esta vía comienza en el Sur en la NIC-16 en San Juan del Sur en el departamento de Rivas y culmina en el Norte en la Carretera Panamericana Sur en Buenos Aires, departamento de Rivas.

## Extensión
Con una extensión de 15,8 millas (25,4 km), la NIC-71 juega un rol clave en la conectividad y transporte de la región.